# Дунга
Ка́рлос Каэта́но Бледо́рн Верри́ (порт. Carlos Caetano Bledorn Verri; род. 31 октября 1963, Ижуи, Риу-Гранди-ду-Сул), более известный как Ду́нга (порт. Dunga; португальское произношение: [ˈdũɡɐ]) — бразильский футболист и футбольный тренер. Выступал на позиции опорного полузащитника. Был капитаном сборной Бразилии на победном для неё чемпионате мира 1994. В 2006—2010 и 2014—2016 годах возглавлял сборную в качестве главного тренера.
Прозвище Дунга было дано Карлосу в детстве по имени одного из гномов в мультфильме «Белоснежка и семь гномов» (англ. Dopey, в русском переводе — Простачок).

## Карьера

### Игровая

#### Клубная
Оказавшись в футбольной школе клуба «Интернасьонал» Дунга начал выступать на позиции опорного полузащитника, что особенно ценилось в Бразилии, славившейся своими атакующими футболистами, в то время как Карлос был готов выполнять оборонительные функции. Это привело к тому, что за месяц до своего 17-летия Дунга подписал свой первый профессиональный контракт. В составе «Интера» Дунга трижды выигрывает чемпионат штата Риу-Гранди-ду-Сул и получает первый вызов в сборную Бразилии.
Далее в бразильской части карьеры Дунга выступал за такие клубы «Коринтианс», «Сантос» и «Васко да Гама». Все эти команды являются грандами бразильского футбола и в каждой из них Дунга был твёрдым игроком стартового состава.
В 1987 года Дунга решает продолжить карьеру в Европе, подписав контракт с итальянской «Пизой». Статус не самого сильного клуба компенсировался для Дунги возможностью играть в Серии А, которая на тот момент имела репутацию сильнейшего чемпионата в Европе. Кроме того, действующий на тот момент лимит на легионеров не позволял клубам иметь в своих составах большое количество иностранцев и чаще всего приоритет отдавался атакующим футболистам. Несмотря на это Дунга сумел закрепиться в Италии и в первом же сезоне помог «Пизе» закрепиться в Серии А.
Через год Дунга сменил клубную прописку, продолжив карьеру в более статусной «Фиорентине». В 1990 году «фиалки» смогли добраться до финала Кубка УЕФА, пропустив за весь турнир лишь три гола, в чём была немалая заслуга бразильского опорника. Однако в двухматчевом финале «Фиорентина» без особых шансов уступила другому итальянскому клубу «Ювентусу». После этого в игре команды наступил спад, что подтолкнуло Карлоса вновь сменить команду. В 1992 году он перебрался в скромную «Пескару», которая стала худшей командой по итогам чемпионата Италии и вылетела из элитного дивизиона. Дунга воспользовался возможностью покинуть Италию (его контракт позволял сделать это в случае понижения команды в классе) и отправился в Бундеслигу.
В чемпионате Германии Дунга на протяжении двух сезонов выступал за скромный «Штутгарт», который не претендовал на серьёзные турнирные задачи, но ниже своего уровня не опускался. В этой команде бразилец также сумел стать игроком основы.
В 1995 году Дунга перебрался в клуб японской Джей-лиги «Джубило Ивата». Японский чемпионат в это время активно развивался, а его клубы нередко привлекали в свои составы звёздных футболистов, находившихся на закате карьеры. В 1997 году клуб возглавил соотечественник Дунги Луис Фелипе Сколари, который привёл команду к двум подряд чемпионским титулам. Что касается самого Карлоса, то в 1997 году он был признан лучшим футболистом чемпионата Японии.
В 1999 году 36-летний Дунга вернулся в родной «Интернасьонал». Весь сезон клуб боролся за выживание и остался в элите лишь благодаря победе со счётом 1:0 над клубом «Понте-Прета». Единственный гол в этом матче забил именно Дунга. После окончания сезона Карлос принял решение завершить игровую карьеру.

#### Сборная Бразилии
За национальную сборную Бразилии Дунга дебютировал в 1987 году и в том же году отправился её составе на Кубок Америки, а уже через два года в её составе стал победителем этого турнира. Ещё через год Дунга принял участие в первом для себя чемпионате мира, проходившем в Италии. Однако на «мундиале» бразильцы выступили явно ниже своих возможностей и выбыли из турнира уже на стадии 1/8 финала, уступив со счётом 0:1 действующим чемпионам мира аргентинцам.
Звёздным часом Дунги в сборной стал чемпионат мира 1994 года. По ходу турнира он стал капитаном сборной, после того как Раи утратил доверие тренерского штаба. В каждом матче Карлос демонстрировал надёжную игру на поле и лидерские качества за его пределами и помог команде добраться до финала мирового первенства. В финальном матче бразильцы лишь в серии пенальти переиграли сборную Италии, а Дунга успешно реализовал свою попытку. Таким образом бразильская сборная выиграла первый за 24 года чемпионский титул.
После этого последовали два достаточно успешных Кубка Америки (в 1995 году бразильцы стали вторыми, уступив в финале уругвайцам, а в 1997 году вернули себе чемпионский титул) и победный Кубок конфедераций.
В качестве капитана Дунга представлял сборную и на следующем чемпионате мира, где бразильцы являлись главными фаворитами и без особых проблем дошли до финала. Однако в решающем матче они со счётом 0:3 уступили хозяевам турнира сборной Франции. После окончания «мундиаля» Дунга принял решение завершить международную карьеру.

### Тренерская
В 2006 году по возглавил сборную Бразилии по футболу. Под руководством Карлоса Дунги сборная выиграла Кубок Америки 2007, а также стала триумфатором на Кубке Конфедераций 2009. На олимпийском турнире в Китае бразильцы завоевали бронзовые медали. На чемпионате мира 2010 в ЮАР подопечные Дунги уверенно дошли до четвертьфинала, где уступили будущим финалистам турнира голландцам. После этого поражения тренер подал в отставку.
«Когда я возглавил сборную, было принято решение о том, что я проработаю с ней четыре года. Конечно, это всё грустно, трудно… Никто не был готов к поражению».
12 декабря 2012 года назначен на пост главного тренера «Интернасьонала». Сменил на этой должности Осмара Лосса. Был уволен со своего поста 4 октября 2013 года.

После ЧМ-2014 вновь возглавил сборную Бразилии, сменив на этом посту Луиса Фелипе Сколари, а в мае 2015 года возглавил ещё и Олимпийскую сборную Бразилии. Под его руководством сборная дважды неудачно выступила на Кубке Америки, в результате чего Дунга был уволен со своего поста в июне 2016 года.
«Решение об увольнении Дунги было принято в ходе специального заседания. Бразильская конфедерация футбола начинает поиски нового главного тренера. Хотим поблагодарить Карлоса Дунгу и его помощников за преданную работу.»

## Достижения

### Как игрок
- Чемпион штата Риу-Гранди-ду-Сул (3): 1982, 1983, 1984 (Интернасьонал)
- Чемпион штата Рио-де-Жанейро: 1987 (Васко да Гама)
- Чемпион Южной Америки среди молодёжи: 1983 (сб. Бразилии)
- Чемпион мира среди молодёжи: 1983 (сб. Бразилии)
- Серебро на Чемпионате мира во Франции: 1998 (сб. Бразилии)
- Серебро на Олимпийских играх в Лос-Анджелесе: 1984 (сб. Бразилии)
- Победитель Кубка Америки (2): 1989, 1997 (сб. Бразилии)
- Чемпион мира: 1994 (сб. Бразилии)
- Победитель Кубка конфедераций: 1997 (сб. Бразилии)
- Чемпион Японии (2): 1997, 1998 (Дзубило Ивата)

### Как тренер
- Победитель Кубка Америки: 2007 (сб. Бразилии)
- Победитель Кубка конфедераций: 2009 (сб. Бразилии)
- Бронза на Олимпийских играх в Пекине (сб. Бразилии)

### Личные
- Самый ценный игрок Джей-лиги: 1997
- Входит в символическую сборную чемпионата мира (2): 1994, 1998
- Golden Foot: 2010 (в номинации «Легенды футбола»)
- Введён в зал славы клуба «Фиорентина»